# Наступит лето
«Насту́пит ле́то» — российско-германская криминальная драма, дебютный полнометражный фильм Кирилла Султанова. Производством проекта занимались кинокомпания «Смена» и Monumental Pictures.
Впервые картина была показана 12 августа 2024 года в рамках конкурсной программы игрового кино XXXII Фестиваля российского кино «Окно в Европу» в Выборге.
Фильм вышел в российский прокат 27 марта 2025 года.

## Сюжет
Воспитанник детского дома Никита приезжает из небольшого провинциального города в Москву, где снимает комнату, знакомится с соседкой по квартире Сашей, а от своего друга Егора узнаёт о мажоре по имени Дэн. Желая заполучить билет в лучшую жизнь, Никита соглашается на дружбу с Дэном, не подозревая о том, какую цену за помощь богача придётся заплатить.

## Актёры и роли

### В главных ролях
| Актёр            | Роль        |
| ---------------- | ----------- |
| Микита Воронов   | Никита      |
| Тина Стойилкович | Саша        |
| Марк Эйдельштейн | Дэн         |
| Кирилл Кяро      | следователь |
| Арсений Каверзин | Егор        |
| Денис Хохрин     | Андрей      |
| Ксения Гусева    | Лика        |
| Никита Оносов    | Толя        |

### В ролях
| Актёр              | Роль             |
| ------------------ | ---------------- |
| Наталья Батрак     | бабушка Кости    |
| Наталья Щукина     | хозяйка квартиры |
| Дарья Могильникова | Катя             |
| Диана Машьянова    | Оксана           |
| Сергей Каварин     | официант         |
| Артём Русин        | участник драки   |
| Захар Муралёв      | участник драки   |
| Анастасия Милинец  | фотограф         |

## Саундтрек
| Исполнитель    | Название композиции |
| -------------- | ------------------- |
| ИЛ & Zoloto    | Выходим в ноль      |
| BAKHAT         | Напрасно            |
|                | Двери               |
| TERELYA        | НЛО                 |
| Все Оли Лучшие | Хочу целоваться     |
|                | Аленький цветочек   |
| Младший брат   | Погром              |
| Неаринаменя    | Хеппи Енд           |
|                | Это не про нас      |
|                | Она и тишина        |

## Награды
- 2024 — XXXII Фестиваль российского кино «Окно в Европу» в Выборге:
  - Специальный приз жюри «За актёрский ансамбль завтрашнего дня»[5][6]
- 2025 — XXIII Международный фестиваль кинодебютов «Дух огня» в Ханты-Мансийске:
  - Приз зрительских симпатий «Цветы Таёжной надежды»
  - «Серебряная роза» за лучшую работу с музыкой (Екатерина Владимирская)
  - Специальное упоминание жюри
  - Приз президента фестиваля «Золотая тайга»[7][8]

## Производство
- Задумка фильма родилась благодаря сцене с «Тайной вечерей». Режиссёр и сценарист Кирилл Султанов сам был её участником, побывав на дне рождения у одного из мажоров[9].
- Актёры Микита Воронов и Тина Стойилкович ранее снимались вместе в короткометражном фильме Кирилла Султанова «Май нулевого», а Марк Эйдельштейн и Микита Воронов дружат в жизни и учились на одном курсе в Школе-студии МХАТ[10].
- Съёмки фильма проходили в Москве и Подмосковье с декабря 2023 года по январь 2024 года[11] в чёрно-белом формате[12].
- В фильме Марк Эйдельштейн сыграл первую в своей карьере отрицательную роль[13].
- 12 августа 2024 года показ фильма состоялся в рамках конкурсной программы игрового кино XXXII Фестиваля российского кино «Окно в Европу» в Выборге[14].
- 5 февраля 2025 года состоялась премьера трейлера[15].
- 7 и 9 марта 2025 года показы картины прошли на XXIII Международном фестивале кинодебютов «Дух огня» в Ханты-Мансийске, где в начале лента была представлена в рамках конкурса российских дебютов, а затем стала фильмом закрытия[16].
- Светская премьера фильма состоялась 14 марта 2025 года в московском кинотеатре «Октябрь»[17].
- Предпремьерные показы фильма с создателями картины прошли в Ишиме[18], Тюмени[19], Новосибирске, Москве, Санкт-Петербурге[20], Екатеринбурге[21] и Перми.

## Мнения о фильме
Картина получила неоднозначные оценки критиков, журналистов и деятелей культуры.
- Мария Севидова, телеканал «КИНОТВ»:

Этот триумф молодости если не радует, то как минимум внушает спокойствие за будущее отечественной киноиндустрии и дарит надежду, что лето всё-таки наступит..
- Эмир Кустурица, кинорежиссёр:

Сейчас самый главный вопрос как у Шекспира «быть или не быть», но теперь – «убить или не убить».
- Ксения Балюк, «Сноб»:

Холодная чёрно-белая картинка подчёркивает одиночество героя — красивый визуальный ход, особенно для дебюта.
- Ирина Никитина, «Российская газета»:

Философия его детища такова: любую безвыходную ситуацию сопровождает надежда, и лето всё-таки наступает.